# Кім Ким Іль
Кім Ким Іль (кор. 김금일, 金今一; нар. 10 жовтня 1987; Пхеньян, КНДР) — північнокорейський футболіст, гравець клубу «25 квітня» та національної збірної Корейської Народно-Демократичної Республіки.

## Титули і досягнення
- Переможець Юнацького (U-19) кубка Азії: 2006